# 最'新'絶叫計画
『最'新'絶叫計画』（さいしんぜっきょうけいかく、Scary Movie 2）は、2001年のアメリカの超自然的コメディホラー映画。『最終絶叫計画』の続編であり、「絶叫計画」シリーズの2作目。

## ストーリー
アメリカのとある町。“来客中の母親の前で少女は突然オシッコを漏らし”母親は絶叫。少女の悪魔祓いをするためにマクフィーリー神父と助手が現れる。少女は首を回転させて長い舌をベロベロさせると、神父も負けじと舌をベロベロさせ、あげくには緑色のゲロを吐きかけ合っていた。
一方、前作の殺人事件で生き残った大学生のシンディ・キャンベルと仲間たちは、オールドマン教授に“超常現象を引き起こすという屋敷の調査”に同行すれば単位をもらえるという話を持ちかけられ、当然のごとく受け入れる。早速、目的地である“ヘルハウス”に着いた一行だが、そこで様々な怪奇現象に遭遇してしまう。

## キャスト
| 役名                 | 俳優                                                  | 日本語吹き替え | 日本語吹き替え |
| 役名                 | 俳優                                                  | ソフト版       | Netflix版      |
| -------------------- | ----------------------------------------------------- | -------------- | -------------- |
| シンディ・キャンベル | アンナ・ファリス                                      | 根谷美智子     | 森千晃         |
| ショーティ           | マーロン・ウェイアンズ                                | 佐藤せつじ     | 中務貴幸       |
| レイ                 | ショーン・ウェイアンズ                                | 森川智之       | 山本祥太       |
| ブレンダ             | レジーナ・ホール                                      | まるたまり     | もりなつこ     |
| バディ               | クリス・マスターソン                                  | 小野塚貴志     | 遠藤純平       |
| セオ                 | キャスリーン・ロバートソン                            | 沢海陽子       | 壹岐紹未       |
| アレックス           | トリ・スペリング                                      | 安達忍         | おまたかな     |
| オールドマン教授     | ティム・カリー                                        | 金尾哲夫       | 根本泰彦       |
| ドワイト             | デヴィッド・クロス                                    | 岩崎ひろし     | 梶川翔平       |
| ハンソン             | クリス・エリオット （日本公開版では出演シーンカット） |                | 岩崎ひろし     |
| マクフィーリー神父   | ジェームズ・ウッズ                                    | 池田勝         |                |
| ハリス神父           | アンディ・リクター                                    | 菅原淳一       |                |
| ミーガン             | ナターシャ・リオン                                    | 城雅子         | 石井未紗       |
| ミーガンの母親       | ヴェロニカ・カートライト                              | 一城みゆ希     | 美々           |
| トミー               | ジェームス・デベロ                                    | 上田燿司       | 陣谷遥         |
| オウムの声           | マシュー・フリードマン                                | 小形満         | 落合弘治       |
| ヘルハウスの幽霊     | リチャード・モール                                    |                |                |
| ミーガンの悪魔       |                                                       | 山口眞弓       |                |
| 女の霊               |                                                       | 堀越真己       | 岸本百恵       |
| ガイコツ男           |                                                       |                | 橋本雅史       |

## パロディネタ
本作は『ホーンティング』や『ヘルハウス』『ホワット・ライズ・ビニース』などの幽霊系ホラー映画をベースにし、『チャーリーズ・エンジェル』『エクソシスト』『ロッキー』『インビジブル』『ゴースト・バスターズ』『ハンニバル』などのパロディが盛り込まれている。

## 公開延期
日本では2001年に公開される予定で映画雑誌などでも紹介されていたが、突然の公開延期となった。一部では劇中での車椅子の男性のパロディシーンが問題になり公開延期を余儀なくされたという説もあったが、実際は左手に障害を持つキャラクターが問題となった。結局、83分の上映時間であるアメリカ公開版から20分ものそのシーンをカットし、代わりに前作のおさらいが付け加えられた75分のバージョンが、本来公開予定だった2001年の9月から1年近く経った2002年10月12日に日本で劇場公開され、その後2003年4月16日にDVD発売された。
しかし、2014年2月5日にワーナー・ホーム・ビデオからDVD・Blu-rayで再発売されたバージョンでは、この付け加えられた“前作のおさらい”の部分もカットされ、上映時間が69分に縮小している。
そのため、問題のシーンのキャラを演じているクリス・エリオットは日本公開版においては出演シーンがすべてカットされ、クレジットからも外されている。

## 備考
クリス・エリオットのカットされたシーンは以下の通りである。
- “ヘルハウス”にやってきたシンディが扉を開けた後の唐突にぶつ切りになってしまったシーン
- デヴィッド・クロス演じるドワイトとのやりとり
- 全員で会してのディナーシーン
- 『ハンニバル』のパロディシーン
- 『チャーリーズ・エンジェル』のパロディシーン
- エンディングでのシンディとのやりとり

エリオットの演じたハンソンは、映画においてメインキャラとして非常に重要な登場人物だったため、出演シーンをカットしたことで話の辻褄の合わない部分があったり、パロディシーンが極端に短くなってしまったり、エンディングにも影響を及ぼしてしまっている。特に『チャーリーズ・エンジェル』のパロディは派手なアクションシーンの一つでもあったため、見せ場となるシーンがごっそり無くなってしまったり、エンディングも本来はまだストーリーが続いていたが、日本版ではカットしたことで、話が唐突に完結してしまう現象が起きてしまった。その他にエンドクレジットもアメリカ版と日本版では登場する写真も演出の仕方も異なっている。
日本ではオリジナルであるアメリカ公開バージョンでのDVDなどのソフト化はされていないが、2014年2月5日にワーナー・ホーム・ビデオから再発売されたバージョンの映像特典『まだやるか!?未公開封印シーン＆復活最低エンディング』でようやく上記のカットされたシーンが収められ、本来のアメリカ公開版の形式ではないものの、エリオットの演じるハンソンの出演シーンを観ることが可能になった。また、この映像特典『まだやるか!?未公開封印シーン＆復活最低エンディング』には、日本語吹き替えが収録され、特典映像に日本語吹き替えが収録されたのは『ハリー・ポッター』シリーズの未公開シーン集以来である。
その後2016年に、HuluやNetflixといった動画配信サービスでアメリカ公開バージョンが配信されたことで、日本でもカットされていないオリジナルの本編を見ることができるようになった。ちなみにNetflixではそれに合わせて日本語吹き替えも新たに製作し直されている。

## シリーズ
- 最終絶叫計画（Scary Movie）
- 最'新'絶叫計画（Scary Movie 2）
- 最'狂'絶叫計画（Scary Movie 3）
- 最終絶叫計画4（Scary Movie 4）